# Marina Fernández Moreno
Marina Fernández Moreno (Sabadell, Barcelona, 9 de mayo de 1992) es una ex gimnasta rítmica española que perteneció a la selección nacional de gimnasia rítmica de España desde 2009, primero como individual y después como miembro del conjunto, con el que logró varias medallas en pruebas de la Copa del Mundo entre otras competiciones, integrando así la generación de gimnastas conocida como el Equipaso. Actualmente pertenece al equipo de cheerleaders oficiales del Fútbol Club Barcelona, conocido como Dream Cheers, y es graduada en Derecho por la Universidad Autónoma de Barcelona. También trabaja como modelo, siendo elegida Miss Mundo Barcelona 2018.

## Biografía deportiva

### Inicios
Nació el 9 de mayo de 1992 en Sabadell (Barcelona). Se inició en el mundo de la gimnasia rítmica a los 6 años, y fue a los 11 cuando entró a formar parte de la selección catalana en el Centro de Alto Rendimiento de Sant Cugat del Vallés. En su etapa como gimnasta individual estuvo entrenada por Iratxe Aurrekoetxea, logrando el podio en el Campeonato de España durante 8 años consecutivos.

### Etapa en la selección nacional de gimnasia rítmica
En 2009 pasó a la selección nacional de gimnasia rítmica de España individual. En esta modalidad representó a España en diferentes competiciones internacionales, como el Campeonato de Europa celebrado en Bakú (2009), o los Campeonatos del Mundo de Mie (2009) y Moscú (2010). 
En octubre de 2011, Marina se trasladó a Madrid y pasó a integrar, primero como gimnasta suplente, el conjunto español sénior bajo las órdenes de Sara Bayón y Anna Baranova. En noviembre de 2012 participó junto a sus compañeras en una exhibición en el Euskalgym. Sería en 2013 cuando empezó a ser titular con el conjunto, aunque lo sería únicamente en el ejercicio de 3 pelotas y 2 cintas. Para este año el conjunto estrenó nuevos montajes tanto para el ejercicio de 10 mazas como para el mixto. El primero empleaba como música «A ciegas» de Miguel Poveda, y el segundo los temas «Still», «Big Palooka» y «Jive and Jump» de The Jive Aces. Marina debutó con el equipo en el Grand Prix de Thiais, donde el combinado español fue bronce en la general, plata en la final de 10 mazas y 4º en la de 3 pelotas y 2 cintas. En ese momento el conjunto estaba formado además por Loreto Achaerandio (aunque como suplente, y a partir de Thiais, no convocada), Sandra Aguilar, Artemi Gavezou, Elena López (entonces lesionada y no convocada), Lourdes Mohedano, Alejandra Quereda (capitana) y Lidia Redondo. En abril de ese año, en la prueba de la Copa del Mundo disputada en Lisboa, el conjunto fue medalla de oro en la general y medalla de bronce en 3 pelotas y 2 cintas. Posteriormente fueron medalla de plata en 10 mazas en la prueba de la Copa del Mundo de Sofía y bronce en el concurso general en la prueba de la Copa del Mundo de San Petersburgo.

### Retirada de la gimnasia y etapa como animadora
Marina dejó el conjunto español por decisión propia en agosto de 2013, a pocos días del Campeonato del Mundo de Kiev, después de que se le comunicase que era apartada de la titularidad. Según la versión de Marina, tras comunicarle en San Petersburgo que no sería titular en el Mundial, la seleccionadora y la entrenadora le pidieron que fingiera una lesión para que pudiera asistir al Campeonato Mundial de Kiev sin la obligación de competir (ya que una norma de la FIG obliga a que todas las gimnastas inscritas en cada campeonato tengan que competir en él salvo que exista una lesión), a lo cual ella se negó. Esta versión difiere de la del equipo nacional, que manifestó por el contrario que tras la celebración de la Copa del Mundo de San Petersburgo le comunicaron a Marina que directamente no iba a ser convocada al Mundial de Kiev y por tanto no viajaría al mismo (por lo que no habría necesidad del empleo de ese recurso). La decisión del cuerpo técnico del conjunto de dejarla fuera de la preparación mundialista motivó que Marina decidiera abandonar el equipo y posteriormente retirarse.
Actualmente pertenece al equipo de cheerleaders oficiales del Fútbol Club Barcelona, conocido como Dream Cheers, es graduada en Derecho por la Universidad Autónoma de Barcelona y prepara Oposiciones para la Administración de Justicia. El 1 de septiembre de 2018 fue elegida Miss Mundo Barcelona, por lo que fue candidata para ser Miss Mundo España el 15 de septiembre de 2018 en Rota (Cádiz). En la Gala de Miss Mundo España logró, entre otros honores, entrar en el Top 15 y el premio a Mejor Talento.
En abril de 2019 se anunció su entrada en las listas de Ciudadanos como número 5 al ayuntamiento barcelonés de Sabadell en las elecciones municipales de 2019.

## Música de los ejercicios
| Año                               | Aparatos                               | Música |
| --------------------------------- | -------------------------------------- | --- |
| 2005 (Individual infantil)        | Aro                                    | «Santa María (del Buen Ayre)» de Gotan Project y «Libertango» de Astor Piazzolla en la versión de Bond.        |
| 2005 - 2006 (Individual infantil) | Mazas                                  | «Woo-Hoo» de The Rock-A-Teens en la versión de The 5.6.7.8's y «Who's that Creepin'?» de Big Bad Voodoo Daddy. |
| 2006 (Individual júnior)          | Cinta                                  | «Caravane» de Radar.                                                                                           |
| 2006 (Individual júnior)          | Cuerda                                 | Medley de temas de la banda sonora de Chicago, compuesta por John Kander y Danny Elfman.                       |
| 2006 - 2007 (Individual júnior)   | Aro                                    | «Summertime», perteneciente a la ópera Porgy y Bess de George Gershwin.                                        |
| 2007 (Individual júnior)          | Pelota                                 | «Assassin's Tango», perteneciente a la banda sonora de Sr. y Sra. Smith, compuesta por John Powell.            |
| 2007 (Individual júnior)          | Mazas                                  | «Bla, bla, bla» de Alfonso Santisteban.                                                                        |
| 2008                              | Mazas                                  | «Méditation», perteneciente a la ópera Thaïs de Jules Massenet.                                                |
| 2008                              | Aro                                    | «Child of Nazareth» de Maxime Rodriguez.                                                                       |
| 2008                              | Cinta                                  | «Volver» de Maxime Rodriguez.                                                                                  |
| 2009 - 2010                       | Pelota                                 | «Portraits of a Romantic» de John Surman.                                                                      |
| 2009 - 2010                       | Aro                                    | «Khali Balak Men Aklak» de Omar Khairat.                                                                       |
| 2009 - 2010                       | Cinta                                  | «Balkann Sevillan, Pt. 2» de Louis Winsberg.                                                                   |
| 2009 - 2010                       | Cuerda                                 | «Tutti Frutti» de Little Richard en la versión de Elvis Presley.                                               |
| 2012 - 2013                       | Ejercicio de exhibición (Manos libres) | «Gravity» de Sara Bareilles.                                                                                   |
| 2013 - 2014                       | 10 mazas                               | «A ciegas» de Miguel Poveda.                                                                                   |
| 2013                              | 3 pelotas y 2 cintas                   | «Still», «Big Palooka» y «Jive and Jump», de The Jive Aces.                                                    |
| 2013 - 2014                       | Ejercicio de exhibición (Manos libres) | «Untouched» de The Veronicas.                                                                                  |

## Palmarés deportivo

### Selección española
| 2009 - Campeonato de Europa de Bakú 10º puesto por equipos 24º puesto en concurso general - Juegos Mediterráneos de Pescara 2009 14º puesto en concurso general - Campeonato del Mundo de Mie: 44.º puesto en concurso general 2010 - Grand Prix de Marbella 20º puesto en concurso general 7º puesto en pelota - Campeonato del Mundo de Moscú 14º puesto por equipos 69.º puesto en concurso general 2011 - Torneo Internacional Pas-du-Calais 4º puesto en concurso general Bronce en aro 4º puesto en pelota 6º puesto en mazas 5º puesto en cinta | 2013 - Grand Prix de Thiais Bronce en concurso general Plata en 10 mazas 4º puesto en 3 pelotas y 2 cintas - Prueba de la Copa del Mundo en Lisboa Oro en concurso general 5º puesto en 10 mazas Bronce en 3 pelotas y 2 cintas - Prueba de la Copa del Mundo en Sofía 7º puesto en concurso general Plata en 10 mazas 8º puesto en 3 pelotas y 2 cintas - Torneo Internacional Ciudad de Barcelona Oro en concurso general - Prueba de la Copa del Mundo en San Petersburgo Bronce en concurso general 5º puesto en 10 mazas |

## Filmografía

### Programas de televisión
| Programas de televisión | Programas de televisión | Programas de televisión | Programas de televisión   |
| Año                     | Título                  | Cadena                  | Notas                     |
| ----------------------- | ----------------------- | ----------------------- | ------------------------- |
| 2013                    | Dorsal 10               | Canal Terrassa Vallès   | Entrevistada en reportaje |

### Vídeos musicales
| Vídeos musicales | Vídeos musicales    | Vídeos musicales    | Vídeos musicales | Vídeos musicales |
| Año              | Canción             | Artista             | Director         |                  |
| ---------------- | ------------------- | ------------------- | ---------------- | ---------------- |
| 2018             | «Together Escaping» | J.Hyamm ft. AdeJosh | AE Productions   |                  |

### Publicidad
- Spot de Navidad para Dvillena, entonces patrocinador de la RFEG (2012).[13]
- Spot y sesión fotográfica para Ad Hoc Cafe Racers (2018).[14]